# Janov, Děčín
Janov là một làng thuộc huyện Děčín, vùng Ústecký, Cộng hòa Séc.